# Dvorska (Krupanj)
Dvorska (em cirílico: Дворска) é uma vila da Sérvia localizada no município de Krupanj, pertencente ao distrito de Mačva, na região de Rađevina. A sua população era de 901 habitantes segundo o censo de 2011.

## Demografia
| 1948  | 1953  | 1961  | 1971  | 1981  | 1991  | 2002  | 2011 |
| ----- | ----- | ----- | ----- | ----- | ----- | ----- | ---- |
| 1 728 | 1 830 | 1 761 | 1 632 | 1 436 | 1 243 | 1 064 | 901  |